# Stavbna pravica
Stavbna pravica, (lat. superficies) je omejena stvarna pravca na tuji nepremičnini, ki daje njenemu lastniku pravico, da ima na, nad ali pod tujim zemljiščem zgrajen objekt, ali pravico da isti objekt zgradi. Pravica je vezana na imetnika pravice.
Gre za odstop od načela pripada objekta svojem zemljišču, a je ta odstop osebno (na imetnika pravice) in časovno (rok ali pogoj) omejen. Za ta čas velja, da je objekt zgrajen na stavbni pravici, ki ločuje stvar do svoje s temelji vzidane sestavljene stvari.

## Nastanek
Vpis stavbne pravice v zemljiško knjigo je konstitutiven. Za vpis je temelj le obligacijska pogodba sklenjena z voljnim soglasjem lastnika obremenjene nepremičnine. Od nastanka stavbne pravice je imetnik varovan pred lastnikom s posestnim varstvom in kvazi-negatornim zahtevkom.

## Odplačnost, pogoji in poslovanje
- odplačnost - Nadomestilo za stavbno pravico je predmet pogodbene svobode, v dvomu pa se šteje, da je pogodba odplačna. Nadomestilo se lahko odmeri v enkratnem znesku ali renti.
- pogoji - Imetnik pravice ima temelj mirne rabe tuje nepremičnine. Pravice in obveznosti morata v pogodbi temeljito določiti, v dvomu je lastnik na imetnika prenesel celotno upravičenje rabe in si prihranil le golo lastnino razpolaganja s stvarjo v pravnem prometu. Upravičenje rabe je namensko. Pravica sega tudi na užitek z nepremičnine, če je to povezano z namensko rabo objekta.
- poslovanje  Stavba ali njen del se lahko odda v najem in upravičenec do vseh koristi iz tega naslova je imetnik stavbne pravice. Prenos stavbne pravice je prav tako opravljen neodvisno od lastnika zemljišča. Zemljiškoknjižno dovolilo izjavlja imetnik stavbne pravice bodočemu imetniku.

## Prenehanje
Prenehanje stavbne pravice pomeni, ko so vse stavbe prirastle v lastnino lastnika zemljišča.
- Potek časa
  - imetnik pravice - predloži zemljiškoknjižno dovolilo za izbris
  - lastnik zemljišča - predloži zahtevek, če imetnik pravice zavrača izstavitev potrebne listine

- Predčasno
  - prostovoljno prenehanje - sklene se sporazum o prenehanju, ki ne sme biti v škodo tretjih oseb (prenehanje stvarne pravice na tuji stvari ustavi tudi akcesorne stvarne pravice, ki prvo obremenjujejo - tretje osebe morajo pisno soglašati). Prenehanje se opravi kot pravni posel, ki mora vsebovati tudi dogovor glede nadomestila ob povečanju vrednosti zemljišča.

- - kršitev stavbne pravice po mnenju lastnika - prenehanje se zahteva s tožbo, sodišče ugotavlja razloge za predčasno prenehanje in ugotovi nadomestilo za povečanje tržne vrednosti nepremičnine. Tretje osebe tokrat niso vprašane za soglasje, poplačane naj bi bile z nadomestila, na katerega se ex lege prenese zastavna pravica. 
    - zaradi neplačevanja nadomestila
    - zaradi izvrševanja stavbne pravice preko dogovorjenega obsega